# Georg von Breidenbach zu Breidenstein

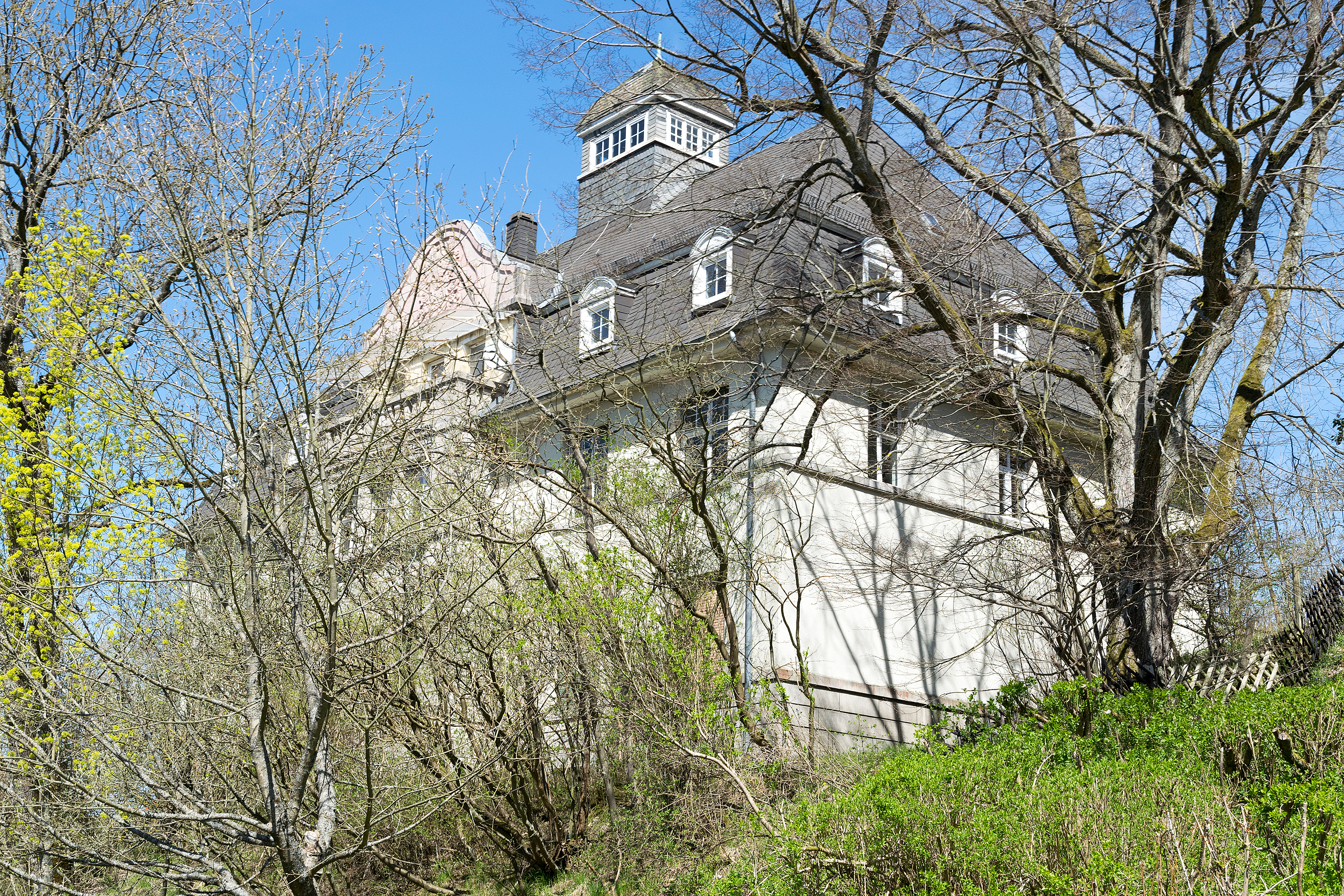
Schloss Breidenstein, 1712/1714 durch Ernst Ludwig von Breidenstein errichtet

Georg Friedrich Wilhelm von Breidenbach zu Breidenstein (* 25. November 1733; † 12. Juni 1784)  war  Burgmann in Friedberg und Hofrichter in Marburg.

## Leben
Georg von Breidenbach zu Breidenstein entstammte der älteren Hauptlinie des hessischen Uradelsgeschlechts Breidenbach zu Breidenstein und war ein Sohn des Generalmajors Ernst Ludwig von Breidenbach zu Breidenstein (1699–1755) und dessen Ehefrau Wilhelmine Friederike von Tastungen (* 1718), die nach Georgs Geburt am 2. Dezember 1733 im Kindbett verstarb. Er hatte einen älteren Bruder, Albert (1729–1791). Sein Halbbruder Karl (1751–1813) war Burgmann zu Friedberg und Obervorsteher der Althessischen Ritterschaft.
Am 1. März 1759 heiratete er Friederika von Schönfeld (1740–1804), mit der er sechs Kinder hatte, wovon drei im frühen Kindesalter verstarben. Charlotte Louisa (1760–1824) heiratete am 7. November 1781 den Oberförster und Schriftsteller Eberhard von Wildungen, Caroline Friederike (1766–1839) war mit Moritz Gerhard Thilenius verheiratet.
Er war der Familientradition folgend Burgmann in Friedberg und Ritter des Ordens des heiligen Josephs, der am 6. November 1768 von Kaiser Joseph II. gestiftet wurde.
Er trat in die Dienste Landgrafen von Hessen—Darmstadt und wurde 1774 Hofrichter des Samthofgerichts in Marburg.
Er war Obervorsteher der Althessischen Ritterschaft und  Erb- und Mitgerichtsherr des Grundes in Breidenbach und Herr zu Breidenstein.
1776 gründete er die Société  Jointe und war Meister vom Stuhl der Freimaurerloge Zum gekrönten Löwen.

## Auszeichnungen
- Wirklicher Geheimer Rat